# ناتال-والداو
ناتال-والداو (به آلمانی: Nahetal-Waldau) یک شهر در آلمان است که در هیلدبورگهاوزن واقع شده‌است. ناتال-والداو ۳٬۳۳۱ نفر جمعیت دارد.